# Трагедията на общите блага
Трагедията на общите блага (на английски: Tragedy of the commons) е икономическата теория, която описва ситуацията в рамките на една система на споделени ресурси, в която индивидите, действащи независимо според собствените си интереси, с поведението си застрашават общото за всички индивиди благо, като го изчерпват или влошават качеството му посредством колективните си действия.
Понятието и терминът произлизат от есето от 1833 година на викторианския икономист Уилям Форстър Лойд, който използва хипотетичния пример с ефекта от нерегулираното потребление за пасище на общите земи на едно селище (тогава наричани разговорно „the commons“). Столетие по-късно понятието придобива широка гражданственост благодарение на есето на еколога Гарет Хардин от 1968 година. В този контекст „commons“ се приема в значението на всякакви ресурси, чието потребление не се регламентира, например атмосферата, океаните, реките, рибните пасажи, включително и общия офис хладилник. С термина „трагедията на общите блага“ се описва проблем, при който всички индивиди имат равен и безпрепятствен достъп до ресурс, като в литературата се среща аргументацията, че по-точен е терминът „трагедията на нерегламентирано ползваните общи блага“. На български се среща и като „трагедия на общата собственост“, „трагедия на общите ресурси“ и други.
Трагедията на общите блага често се цитира във връзка с устойчивото развитие, намирането на баланс между икономическия растеж и защитата на природата, както и при дебата относно глобалното затопляне. Използва се и при анализирането на поведението на индивидите в икономиката, еволюционната психология, антропологията, социологията, теорията на игрите, политиката, данъчното облагане.

## Примери
По-общите примери, някои от които предложени от Хардин, за потенциално или реално случили се трагедии на общите блага, включват:
- Планетарна екология
  - Безконтролен растеж на човешката популация, който води до пренаселеност;
  - Предпочитанието към момчета в семейството, което води до абортиране на женски ембриони и в резултат – до небалансирано съотношение на половете;
  - Въздух – замърсяване на въздуха с промишлени и транспортни емисии;
  - Вода – замърсяване на водите, водни кризи, прекомерно извличане на грунтови води, разхищение на водата вследствие свръхиригация;
  - Гори – Изсичането на стари гори за дървесина, подсечно-огнево земеделие,
  - Енергийни ресурси и климат – опасни за околната среда остатъци от минната индустрия, замърсяване в резултат на изгарянето на изкопаеми горива, водещо до глобално затопляне
  - Животни – Разрушаване на хабитатите и бракониерство на животински видове, водещи в резултат до Холоценско масово измиране
  - Конфликт между човека и дивата природа;
  - Океани – Прекомерен риболов;
  - Антибиотици и антибиотична резистентност – прекомерна и погрешна употреба на антибиотици навсякъде по света, която ще доведе до ускорена антибиотична резистентност и неефективност.
- Публично споделени ресурси
  - Нежеланите имейл съобщения (спам) занижават полезността на системата на електронната поща и повишават за всички потребители цената на интернет при ползи, генерирани само от много малък брой от потребителите;
  - Вандализмът и замърсяването на публичното пространство, като паркове, зони за отдих и обществени тоалетни;
  - Общите ресурси на познанието (Knowledge commons), включващи нематериалните и колективно притежавани блага на информационната ера. В това число се включва например софтуерният код и документация на проекти, които може да бъдат „замърсени“ с неподреден код и неточна информация;
  - Придобитите знания и умения, които всички заинтересовани отказват сами да приложат на практика („pass the bucket“).